# Rock Creek, Minnesota
Rock Creek är en ort i Pine County i Minnesota. Enligt 2020 års folkräkning hade Rock Creek 1 682 invånare.